# ساوند بیچ (نیویورک)
ساوند بیچ (به انگلیسی: Sound Beach) یک منطقهٔ مسکونی در ایالات متحده آمریکا است که در شهرستان سافک، نیویورک واقع شده‌است. ساوند بیچ ۴٫۲ کیلومتر مربع مساحت و ۷٬۶۱۲ نفر جمعیت دارد و ۵۴ متر بالاتر از سطح دریا واقع شده‌است.